# Vicente Oroná
Vicente Oroná (Dolores, 1904-¿?) fue un actor, guionista y director de cine uruguayo. Estuvo activo durante la Época de Oro del cine mexicano. En 1952 dirigió una trilogía de películas protagonizadas por Dagoberto Rodríguez como «El Lobo».

## Filmografía parcial
- Chachita la de Triana (1947)
- Tierra muerta (1949)
- El lobo solitario (1952)
- La justicia del lobo (1952)
- El lobo regresa (1952)
- El jugador (1953)
- Frontera Norte (1953)
- El jinete (1954)
- La sombra de Cruz Diablo (1955)
- El tesoro de Isla de Pinos (1956)